# Poecilotheria regalis
Poecilotheria regalis (лат.) — вид пауков из семейства пауков-птицеедов (Theraphosidae).  Распространены в Индии: от Западных Гхат на севере до Кочина на юге. Вид приурочен преимущественно к естественным зарослям, хотя в поисках самок половозрелые самцы иногда заходят в сельскохозяйственные угодья. Популяции этого вида сильно разобщены ввиду разрушения естественной среды обитания.

## Поведение и образ жизни
Как и другие птицееды, Poecilotheria regalis не строят ловчих сетей. 
В неволе самцы достигают половой зрелости в возрасте года-полутора и обычно гибнут после первого же сезона размножения. Самки становятся половозрелыми значительно позже — в возрасте 2,5—3 лет, они живут до 12—15 лет и размножаются дважды в год, откладывая по 100—200 яиц за кладку.

## Опасность для человека
Укус может вызвать сильную боль, мышечные судороги и длительную слабость. Случаев смертельных исходов не зарегистрировано.

## Галерея

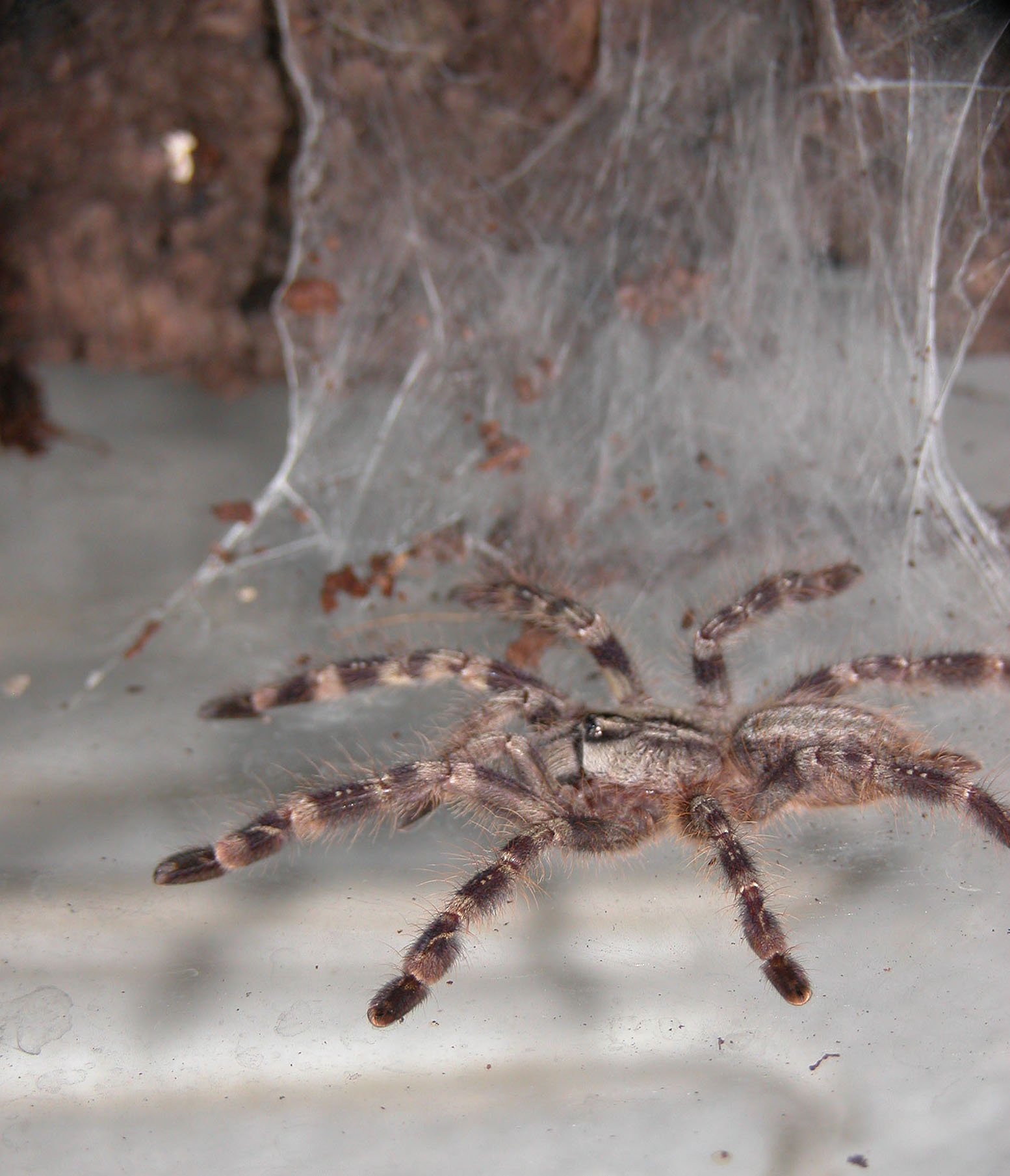
Poecilotheria regalis в террариуме
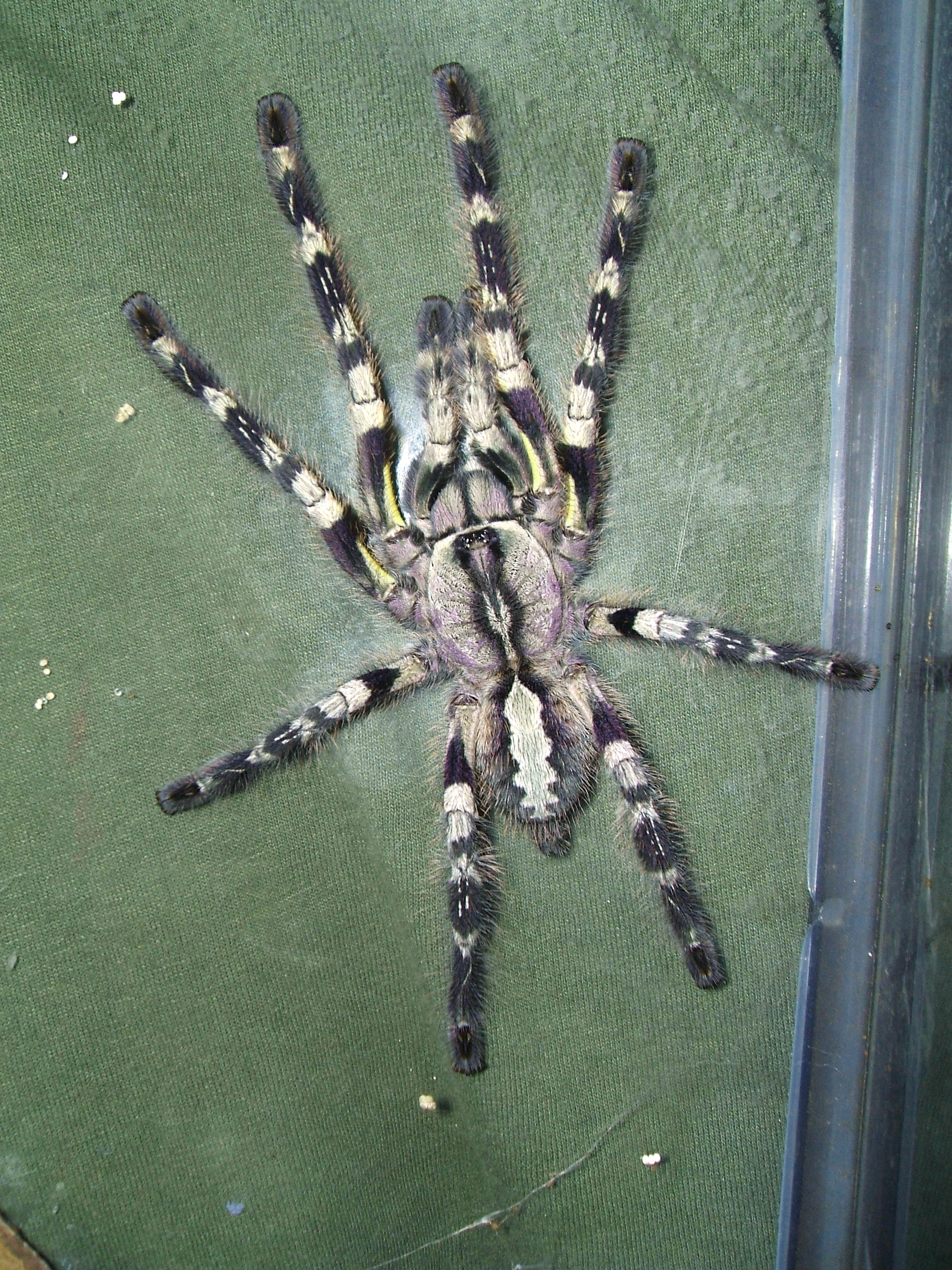
Вид паука со спинной стороны
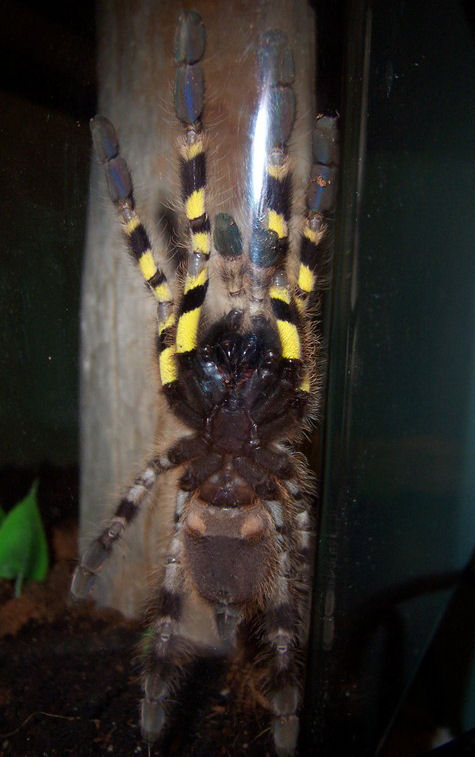
Вид паука с брюшной стороны